# Frans Lindqvist
Frans Wilhelm Lindqvist, född den 16 mars 1862 i Öttum, Skaraborgs län, död den 17 september 1931 i Stockholm, var en svensk uppfinnare och industriman.

## Biografi
Lindqvist var soldatson och började som metallarbetare i Eskilstuna och Göteborg innan han kom till W. Wiklunds armaturfabrik i Stockholm. Som filare hos AB Separator (1888-1891) konstruerade Lindqvist vid 28 års ålder ett sotfritt fotogenkök och började tillverkning av detta 1892 vid J.V. Svensons fotogenköksfabrik. Företaget växte och ombildades 1898 till bolaget AB Primus med fabrik efter 1906 på Lilla Essingen i Stockholm. Lindqvist var bolagets VD fram till 1918, därefter blev Primus en del av B.A. Hjort & Co (sedermera Bahco).
I sitt testamente donerade Lindqvist 1 miljon kronor till behövande gamla i Stockholm. Han är begravd på Solna kyrkogård.